# Neopomacentrus aquadulcis
Neopomacentrus aquadulcis là một loài cá biển thuộc chi Neopomacentrus trong họ Cá thia. Loài này được mô tả lần đầu tiên vào năm 2002.

## Từ nguyên
Từ định danh được ghép bởi hai âm tiết trong tiếng Latinh: aqua ("nước") và dulcis ("ngọt ngào"), hàm ý đề cập đến việc loài cá này có thể sống ở môi trường nước ngọt.

## Phạm vi phân bố và môi trường sống
N. aquadulcis chỉ được ghi nhận ở vịnh Milne (phía đông Papua New Guinea) và ngoài khơi đảo Tetepare (quần đảo Solomon). Loài này sống ở những dòng suối trong và khu vực cửa sông có độ mặn cao, độ sâu đến 3 m. N. aquadulcis là một trong bốn loài cá thia chỉ sống ở môi trường nước lợ và nước ngọt, và ba loài còn lại là Neopomacentrus taeniurus, Pomacentrus taeniometopon và Stegastes otophorus.
Những khu vực kể trên đang bị chịu tác động nặng nề bởi các hoạt động khai thác mỏ và khai thác gỗ, làm mất độ che phủ của rừng và suy giảm chất lượng nước. Môi trường sống của N. aquadulcis cũng vì thế mà bị ảnh hưởng, nhiều khả năng bị tuyệt chủng trong tương lai. N. aquadulcis được xếp vào Loài nguy cấp.

## Mô tả
Chiều dài cơ thể tối đa được ghi nhận ở N. aquadulcis là 5 cm. N. aquadulcis có màu xám đen, gần như đen tuyền ở các vây. Vây bụng và vây hậu môn có viền mỏng màu xanh lam sáng. Cá đực mùa sinh sản có viền trắng ở hai thùy đuôi, có thể xuất hiện 2–3 vạch trắng hai bên thân.
Số gai ở vây lưng: 13; Số tia vây ở vây lưng: 10–11; Số gai ở vây hậu môn: 2; Số tia vây ở vây hậu môn: 10–11; Số tia vây ở vây ngực: 17–18; Số gai ở vây bụng: 1; Số tia vây ở vây bụng: 5.

## Sinh thái học
Sinh sản theo nhóm được quan sát ở N. aquadulcis. Một con đực cùng giao phối với khoảng 10 con cá cái nhỏ hơn. Cá đực làm tổ trong các hốc cây ngập dưới nước. Cá đực còn có tập tính bảo vệ và chăm sóc trứng.